# Ede (Nigeria)
Ede is een plaats in de Nigeriaanse deelstaat Osun.
De plaats had in 1987 304.738 inwoners, voornamelijk Yoruba. Belangrijkste voorzieningen in Ede zijn de federale polytechnische school en het 
Redeemed Christian Church of God Bible College. Ede wordt voornamelijk bevolkt door moslims. Het landschap wordt bepaald door een groot aantal moskeeën en slechts een klein aantal kerken. Een nabijgelegen plaats is Iragberi.

## Geschiedenis
Ede is historisch gezien een belangrijke plaats in Yorubaland. Traditioneel wordt aangenomen dat Ede in 1500 is gesticht door Timi Agbale, een jager en krijgsheer van Oud-Oyo, de hoofdstad van het Oyo-rijk. Ede was net als veel andere plaatsen in de omgeving oorspronkelijk bedoeld ter bescherming van de Oyo-karavaanroute naar het koninkrijk Benin.

## Bestuur
Ede heeft een traditioneel leider met de titel Timi Agbale, verwijzend naar Timi Agbale Olofa-Ina. Dit is in de plaatselijke mythologie de man wiens pijlen vuur brengen. De bekendste Timi uit de recente geschiedenis was Oba John Adetoyese Laoye. Hij stimuleerde het gebruik van de tama, een soort trommel. Hierdoor werd Ede tot een centrum van de Afrikaanse trommelmuziek. Met zijn groep van virtuoze drummers en dichters verzorgde Oba John Adetoyese Laoye een voorstelling voor de koningin van Engeland bij haar eerste bezoek aan Nigeria en later bij haar thuis in Engeland. Hij stierf in 1975.
De eerste gouverneur van Osun, Isiaka Adetunji Adeleke, kwam uit Ede.

## Cultuur
Het religieuze Egungun feest wordt in Ede uitbundig gevierd, net als vele andere traditionele festiviteiten. Ileya is het belangrijkste feest in de streek. Dit wordt met name in Ede zeer uitbundig gevierd. Kerstfeest en Nieuwjaar worden echter ook door steeds meer mensen gevierd.